# Larisa Kishore
Larisa Kishore (* um 1970 in Mumbai, geborene Larisa Sadarangani) ist eine indische Badmintonspielerin, die später für Neuseeland startete. 

## Karriere
Larisa Kishore gewann 1993 in ihrer ursprünglichen Heimat Indien bei den nationalen Titelkämpfen Silber im Damendoppel mit Sindhu Gulati. Für Neuseeland startend wurde sie Zweite bei den New Zealand Open 1998, den Waikato International 1999 und den Auckland International 1999.

## Referenzen
- http://www.sindhiinfo.com/sports/larisa.asp

| Personendaten    | Personendaten                                               |
| ---------------- | ----------------------------------------------------------- |
| NAME             | Kishore, Larisa                                             |
| ALTERNATIVNAMEN  | Sadarangani, Larisa                                         |
| KURZBESCHREIBUNG | indische Badmintonspielerin, später für Neuseeland startend |
| GEBURTSDATUM     | um 1970                                                     |
| GEBURTSORT       | Mumbai                                                      |